# Прапор Козелецького району
Пра́пор Козеле́цького райо́ну — офіційний символ Козелецького району Чернігівської області, затверджений 29 серпня 2008 року рішенням сесії Козелецької районної ради.
Автор — А. Ґречило.

## Опис
Прапор являє собою прямокутне полотнище зі співвідношенням сторін 2:3, яке складається з чотирьох вертикальних смуг — блакитної, малинової, блакитної та малинової (співвідношення їх ширин рівне 1:2:1:2), посередині прапора розташована жовта квітка козельця.